# 双穗飘拂草
双穗飘拂草（学名：Fimbristylis subbispicata）为莎草科飘拂草属下的一个种。

## 扩展阅读
維基物種上的相關：双穗飘拂草